# Jorge Luke
Jorge Luke, né le 18 octobre 1942 et mort le 4 août 2012, est un acteur et chanteur mexicain.

## Biographie
Jorge Luke commence sa carrière en tant que chanteur dans le groupe Los Rippers (es), sous l'influence de son frère, Pepe Luke.
Il entame ensuite une carrière internationale en tant qu'acteur. On peut ainsi le voir dans Fureur apache, Danger immédiat, Salvador, pour les films américains, mais aussi dans La Chèvre ou Les Cloches rouges.
Après deux années de grande dépression causée par le manque de travail, Jorge Luke meurt d'un infarctus le 4 août 2012 à l'hôpital Santa Elena de Mexico. Son corps est incinéré et ses cendres jetées à la mer à Acapulco par sa fille, l'actrice et danseuse Shaula Vega, née d'une brève liaison avec l'actrice Isela Vega.

## Filmographie partielle
- 1972 : Fureur apache
- 1972 : La Poursuite sauvage
- 1973 : L'Inquisition
- 1976 : Foxtrot d'Arturo Ripstein
- 1979 : L'Étalon de guerre
- 1979 : Les Chasseurs de monstres
- 1981 : La Chèvre
- 1982 : Les Cloches rouges, 1re partie : le Mexique en flammes (Красные колокола. Фильм 1. Мексика в огне) de Sergueï Bondartchouk : Emiliano Zapata
- 1982 : Les Cloches rouges, 2e partie : J'ai vu naître un nouveau monde (Красные колокола. Фильм 2. Я видел рождение нового мира) de Sergueï Bondartchouk : Emiliano Zapata
- 1984 : La Vengeance du serpent à plumes
- 1984 : L'Enfer de la violence
- 1986 : Salvador
- 1991 : Danger public
- 1994 : Danger immédiat

## Récompenses
Jorge Luke a remporté le prix Ariel du meilleur acteur, et le prix Ariel du meilleur acteur secondaire.

## Voix françaises
Jorge Luke n'a pas de voix française attitrée. Il est ainsi doublé par différents comédiens.
- Med Hondo dans Fureur apache
- Gérard Hernandez dans La Poursuite sauvage
- Jacques Frantz dans La Chèvre